# William Douglas (7e comte de Morton)
William Douglas, 7e comte de Morton (1582 - 7 août 1648) est un petit-fils du 6e comte de Morton. Il est trésorier d'Écosse et royaliste zélé.

## Biographie
Il est le fils de Robert Douglas, maître de Morton, et de Jean Lyon, fille de John Lyon (8e Lord Glamis) (en).
À l'été 1602, circule une rumeur selon laquelle lui, le « jeune comte de Morton », épouserait Elizabeth Stewart, la fille aînée de l'exilé Francis Stewart (5e comte de Bothwell) (en), qui est décrite comme « une dame très galante » .
En mai 1617, il voyage en France et rencontre à Bourges Henry Erskine, le fils du comte de Mar et sa seconde épouse, née en France, Marie Stewart. Un de leurs compagnons tombe malade, et Morton demande si les médecins ont des pierres de bézoard, et ils le méprisent pour avoir cru à de telles choses. Morton quitte Bourges pour Lyon avec le comte d'Angus, et songe à visiter la cour de l'électeur palatin .
Morton lui-même tombe malade à Paris d'une « maladie dangereuse » et « irrécupérable et mortelle ». Le roi Jacques écrit au comte de Mar de Theobalds le 26 mars 1618 pour lui demander de prendre des mesures pour protéger l'héritage du fils de Morton. Cependant, Morton survit.
Morrton offense le décorum à la cour au moment de la mort de Jacques Ier en avril 1625, lorsque le corps du roi est amené à Theobalds, il est remarqué que les comtes de Morton et de Roxburghe ne sont pas présents, mais sont allés être « joyeux » à More Park avec Lucy Russell, comtesse de Bedford .
Morton est trésorier d'Écosse de 1630 à 1636. Il agrandit sa demeure du château d'Aberdour dans le Fife, avec une aile est de style Renaissance, avec une longue galerie donnant sur un jardin à la française en terrasses.
Lors du déclenchement des guerres des Trois Royaumes en 1642, il fournit 100 000 £ à la cause royaliste en vendant ses domaines de Dalkeith au comte de Buccleuch.

## Famille
En juin 1602, une rumeur circule selon laquelle il épouserait l'une des filles du comte de Bothwell, qui est « une dame très galante ». Le 28 mars 1604, il épouse Lady Anne Keith, une fille de George Keith (5e comte Marischal) (en) et ils ont dix enfants :
- Margaret Douglas (1610 – 1678), épouse Archibald Campbell (1er marquis d'Argyll).
- Anne Douglas (décédée en 1667), épouse George Hay (2e comte de Kinnoull).
- Robert Douglas, 8e comte de Morton (d. 1649), épouse Anne Villiers, et ont un fils, William Douglas, 9e comte de Morton (d.1681) [6]
- Mary Douglas, épouse Charles Seton, 2e comte de Dunfermline.
- James Douglas, 10e comte de Morton (d. 1686) [6] Il succède à son neveu comme comte en 1681 [6]
- Isabel Douglas (d. 1650), qui épouse James Graham (2e marquis de Montrose).
- Nicholas Douglas (mort en 1686).
- Jean Douglas, qui épouse James Home, 3e comte de Home.
- Agnès Douglas

John Maxwell, 9e Lord Maxwell (c. 1586-1613), un descendant du 3e comte, revendique le titre de comte de Morton, mais est accusé de trahison en 1609 et perd ses droits. Ses titres et domaines sont restitués en 1618 à son frère Robert, avec le titre de comte de Nithsdale (1620) au lieu de Morton.